# Discografia de Iced Earth
A discografia da banda norte-americana Iced Earth consiste em: doze álbuns de estúdio, seis compilações, cinco singles, quatro vídeos e dez videoclipes.
O Iced Earth foi formado pelo guitarrista Jon Schaffer em 1984 na Flórida com o nome de Purgatory. O Iced Earth lançou o seu primeiro álbum , Iced Earth, em 1991. A formação inicial da banda era Jon Schaffer e Randy Shawver nas guitarras, Gene Adam no vocal, Dave Abell no baixo e Mike McGill na bateria. Para o segundo álbum, Night of the Stormrider (1992) os vocais e bateria foram trocados por, respectivamente, John Greely e Richey Secchiari. Após três anos sem lançar nenhum trabalho, surge Burnt Offerings (1995), com um novo baterista, Rodney Beasley, e um novo vocalista, Matthew Barlow, que viria a se firmar como uma das grandes vozes do heavy metal atual. Em 1996 a banda lança The Dark Saga, álbum conceitual baseado na história em quadrinhos Spawn. No ano seguinte foi lançado Days of Purgatory, álbum duplo com músicas de 1988 a 1994 regravadas na voz de Matthew Barlow. Após The Dark Saga, foi lançado "
Something Wicked This Way Comes (1998).O disco ainda possui a trilogia formada por Prophecy, Birth Of The Wicked e Coming Curse. Na tour que se seguiu gravaram na Grécia shows que dariam origem ao álbum triplo ao vivo Alive in Athens. Depois da tour a banda tirou longas férias, tempo suficiente para que Schaffer investisse seus esforços no projeto Demons & Wizards, em parceria com Hansi Kürsch, do Blind Guardian.
De volta das férias, o novo álbum, Horror Show, foi lançado em 2001. O lançamento seguinte foi um disco de covers, Tribute To the Gods, lançado em 2002 com versões de clássicos de Judas Priest, Iron Maiden, Black Sabbath e Kiss, entre outros.
Em 2003 Matthew Barlow, aparentemente afetado pelos atentados de 11 de setembro de 2002, anunciou que deixaria o grupo para seguir uma carreira longe da música. Apesar de o novo álbum, The Glorious Burden, já estar praticamente pronto, o lançamento foi adiado e todos os vocais regravados pelo novo vocalista. O escolhido para substituir Barlow foi Tim "Ripper" Owens, que havia sido recentemente desligado do Judas Priest para a volta de Rob Halford. O álbum chegou às lojas no início de 2004.
Em 2004 foi lançada a coletânea The Blessed and the Damned. Em 2006 Jon Schaffer anunciou que o Iced Earth lançaria a continuação de Something Wicked This Way Comes. A seqüência seria dividida em 2 partes e a primeira foi lançada em 2007 com o título Framing Armageddon. Em meio à preparação da segunda parte de da saga Something Wicked, Jon Schaffer anuncia que Tim Owens estava deixando a banda para o retorno de Matthew Barlow aos vocais do Iced Earth. Em 2008 foi lançado The Crucible of Man.

## Álbuns de Estúdio
| Ano  | Detalhes | Posicionamento nas listas de vendas | Posicionamento nas listas de vendas | Posicionamento nas listas de vendas | Posicionamento nas listas de vendas | Posicionamento nas listas de vendas | Posicionamento nas listas de vendas | Posicionamento nas listas de vendas | Posicionamento nas listas de vendas | Posicionamento nas listas de vendas | Posicionamento nas listas de vendas |
| Ano  | Detalhes | EUA                                 | AUT                                 | BEL                                 | FIN                                 | FRA                                 | ALE                                 | JAP                                 | PB                                  | SUE                                 | SUI                                 |
| ---- | --- | ----------------------------------- | ----------------------------------- | ----------------------------------- | ----------------------------------- | ----------------------------------- | ----------------------------------- | ----------------------------------- | ----------------------------------- | ----------------------------------- | ----------------------------------- |
| 1991 | Iced Earth - Lançado: 1 de Fevereiro de 1991 - Gravadora: Century Media - Formato: CD, cassette, LP                  | —                                   | —                                   | —                                   | —                                   | —                                   | —                                   | —                                   | —                                   | —                                   | —                                   |
| 1992 | Night of the Stormrider - Lançado: 30 de Abril de 1992 - Gravadora: Century Media - Formato: CD, cassette, LP        | —                                   | —                                   | —                                   | —                                   | —                                   | —                                   | 60                                  | —                                   | —                                   | —                                   |
| 1995 | Burnt Offerings - Lançado: 18 de Abril de 1995 - Gravadora: Century Media - Formato: CD, cassette, LP                | —                                   | —                                   | —                                   | —                                   | —                                   | —                                   | —                                   | —                                   | —                                   | —                                   |
| 1996 | The Dark Saga - Lançado: 20 de Maio de 1996 - Gravadora: Century Media - Formato: CD, cassette, LP                   | —                                   | —                                   | —                                   | —                                   | —                                   | —                                   | —                                   | —                                   | —                                   | —                                   |
| 1998 | Something Wicked This Way Comes - Lançado: 7 de Julho de 1998 - Gravadora: Century Media - Formato: CD, cassette, LP | —                                   | 50                                  | —                                   | —                                   | —                                   | 19                                  | —                                   | —                                   | —                                   | —                                   |
| 2001 | Horror Show - Lançado: 26 de Junho de 2001 - Gravadora: Century Media - Formato: CD, LP                              | —                                   | 32                                  | —                                   | —                                   | 90                                  | 28                                  | —                                   | —                                   | —                                   | 86                                  |
| 2004 | The Glorious Burden - Lançado: 12 de Janeiro de 2004 - Gravadora: SPV - Formato: CD, LP                              | 145                                 | 24                                  | 69                                  | 30                                  | 80                                  | 15                                  | 199                                 | 87                                  | 39                                  | 77                                  |
| 2007 | Framing Armageddon - Lançado: 11 de Setembro de 2007 - Gravadora: SPV - Formato: CD, LP                              | 79                                  | 36                                  | 84                                  | —                                   | 77                                  | 19                                  | 162                                 | 60                                  | 28                                  | 56                                  |
| 2008 | The Crucible of Man - Lançado: 9 de Setembro de 2009 - Gravadora: SPV - Formato: CD, LP                              | 79                                  | 34                                  | 72                                  | 35                                  | 86                                  | 28                                  | —                                   | 63                                  | 46                                  | 39                                  |
| 2011 | Dystopia - Lançado: 18 de outubro de 2011 - Gravadora: Century Media - Formato: CD, LP                               | 67                                  | 51                                  | 61                                  | 34                                  | 107                                 | 23                                  | —                                   | 85                                  | 29                                  | 53                                  |
| 2014 | Plagues of Babylon - Lançado: 21 de janeiro de 2014 - Gravadora: Century Media - Formato: CD                         | 49                                  | 27                                  | 34                                  | —                                   | 126                                 | 5                                   | —                                   | 85                                  | —                                   | 23                                  |
| 2017 | Incorruptible - Lançado: 16 de junho de 2017 - Gravadora: Century Media - Formato: CD, LP                            | 140                                 | 18                                  | 29                                  | 47                                  | 104                                 | 15                                  | —                                   | —                                   | —                                   | 17                                  |

## Álbuns Ao Vivo
| Ano  | Detalhes do Álbum                                                                                        |
| ---- | --- |
| 1999 | Alive in Athens - Lançado: 19 de Julho de 1999 - Gravadora: Century Media - Formato: CD, LP              |
| 2013 | Live in Ancient Kourion - Lançado: 15 de abril de 2013 - Gravadora: Century Media - Formato: CD, LP, DVD |

## EPs
| Ano  | EP                                                                                               | Posição nas paradas | Posição nas paradas | Posição nas paradas |
| Ano  | EP                                                                                               | Finlândia           | França              | Alemanha            |
| ---- | ------------------------------------------------------------------------------------------------ | ------------------- | ------------------- | ------------------- |
| 1989 | Enter the Realm - Lançado: 12 de Abril de 1989 - Gravadora: Independente - Formato: Cassette, LP | —                   | —                   | —                   |
| 1999 | The Melancholy E.P. - Lançado: 19 de Abril de 1999 - Gravadora: Century Media - Formato: CD      | —                   | —                   | —                   |
| 2007 | Overture of the Wicked - Lançado: 4 de junho de 2007 - Gravadora: SPV - Formato: CD              | 17                  | 75                  | 71                  |
| 2011 | 5 Songs - Lançado: 19 de setembro de 2011 - Gravadora: Century Media - Formato: CD               | —                   | —                   | —                   |

## Compilações
| Ano  | Detalhes do Álbum                                                                                   |
| ---- | --------------------------------------------------------------------------------------------------- |
| 1997 | Days of Purgatory - Lançado:6 de Junho de 1997 - Gravadora: Century Media - Formato: CD             |
| 2004 | The Blessed and the Damned - Lançado: 26 de Julho de 2004 - Gravadora: Century Media - Formato: CD  |
| 2008 | Enter the Realm of the Gods - Lançado: 31 de março de 2008 - Gravadora: Century Media - Formato: CD |

## Álbuns cover
| Ano  | Detalhes do Álbum                                                                                 |
| ---- | ------------------------------------------------------------------------------------------------- |
| 2002 | Tribute to the Gods - Lançado: 16 de outubro de 2002 - Gravadora: Century Media - Formato: CD, LP |

## Box sets
| Ano  | Detalhes do Box                                                                                   |
| ---- | ------------------------------------------------------------------------------------------------- |
| 2001 | Dark Genesis - Lançado: 26 de Novembro de 2001 - Gravadora: Century Media - Formato: CD           |
| 2008 | Slave to the Dark - Lançado: 22 de Fevereiro de 2008 - Gravadora: Century Media - Formato: CD/DVD |
| 2010 | Box of the Wicked - Lançado: 29 de Março de 2010 - Gravadora: SPV - Formato: CD/DVD               |

## Singles
| Ano  | Música                 | Posição nas paradas | Posição nas paradas | Posição nas paradas | Posição nas paradas | Álbum               |
| Ano  | Música                 | US Sales            | FIN                 | FRA                 | GER                 | Álbum               |
| ---- | ---------------------- | ------------------- | ------------------- | ------------------- | ------------------- | ------------------- |
| 2001 | "Frankenstein"         | —                   | —                   | —                   | —                   | Horror Show         |
| 2003 | "The Reckoning"        | —                   | —                   | —                   | 42                  | The Glorious Burden |
| 2007 | "Setian Massacre"      | —                   | —                   | —                   | —                   | Framing Armageddon  |
| 2008 | "I Walk Among You"     | —                   | —                   | 74                  | —                   | The Crucible of Man |
| 2011 | "Dante's Inferno 2011" | —                   | —                   | —                   | —                   |                     |

## Vídeos
| Ano  | Detalhes do Vídeo                                                                                |
| ---- | ------------------------------------------------------------------------------------------------ |
| 2005 | Gettysburg (1863) - Lançado: 6 de Junho de 2006 - Gravadora: SPV - Formato: DVD                  |
| 2006 | Alive in Athens - Lançado: 30 de Outubro de 2006 - Gravadora: Century Media - Formato: DVD       |
| 2011 | Festivals of the Wicked - Lançado: 27 de Junho de 2011 - Gravadora: Century Media - Formato: DVD |
| 2013 | Live in Ancient Kourion - Lançado: 15 de abril de 2013 - Gravadora: Century Media - Formato: DVD |

## Videoclipes
| Ano     | Título                     | Diretor         |
| ------- | -------------------------- | --------------- |
| 1990/91 | "Colors"                   | Unknown         |
| 1990/91 | "Life and Death"           | Jon Ericson     |
| 1991/92 | "Desert Rain"              | Unknown         |
| 1999    | "Melancholy (Holy Martyr)" | Unknown         |
| 2003    | "When the Eagle Cries"     | Brian Smith     |
| 2004    | "The Reckoning"            | Brian Smith     |
| 2005    | "Declaration Day"          | Machine         |
| 2007    | "Ten Thousand Strong"      | Roger Johannsen |
| 2011    | "Dystopia"                 | Unknown         |
| 2011    | "Anthem"                   | Kosch Fabian    |